# Bethalto
Bethalto – wieś w Stanach Zjednoczonych, w stanie Illinois, w hrabstwie Madison.